# 2006-os Red Bull Air Race Világkupa
A Red Bull Air Race Világkupa 2006-ban negyedik alkalommal került megrendezésre. A szezon március 18-án az Egyesült Arab Emírségekben vette kezdetét, és november 19-én Ausztráliában végződött. A pilóták versenyében az amerikai Kirby Chambliss lett a bajnok három ponttal megelőzve a magyar Besenyei Pétert.

## Versenynaptár
| 2006-os Red Bull Air Race Világkupa Versenynaptár | 2006-os Red Bull Air Race Világkupa Versenynaptár | 2006-os Red Bull Air Race Világkupa Versenynaptár        | 2006-os Red Bull Air Race Világkupa Versenynaptár | 2006-os Red Bull Air Race Világkupa Versenynaptár |
|                                                   | Dátum                                             | Helység                                                  | Ország                                            | Riport                                            |
| ------------------------------------------------- | ------------------------------------------------- | -------------------------------------------------------- | ------------------------------------------------- | ------------------------------------------------- |
| 1.                                                | Március 18.                                       | Port of Mina' Zayid, Abu-Dzabi                           | Egyesült Arab Emírségek                           | Riport                                            |
| 2.                                                | Május 6.                                          | Beaches of Bogatell and Nova Icària, Barcelona           | Spanyolország                                     | Riport                                            |
| 3.                                                | Május 27.                                         | Tempelhof International Airport, Berlin                  | Németország                                       | Riport                                            |
| 4.                                                | Június 17.                                        | Néva-folyó, Szentpétervár                                | Oroszország                                       | Riport                                            |
| 5.                                                | Július 29.                                        | Golden Horn, Isztambul                                   | Törökország                                       | Riport                                            |
| 6.                                                | Augusztus 20.                                     | Duna folyam, Budapest                                    | Magyarország                                      | Riport                                            |
| 7.                                                | Szeptember 2.                                     | Longleat, Wiltshire                                      | Egyesült Királyság                                | Riport                                            |
| 8.                                                | Október 7.                                        | Marina Green and Aquatic Park, San Francisco, Kalifornia | USA                                               | Riport                                            |
| 9.                                                | November 19.                                      | Swan-folyó, Perth                                        | Ausztrália                                        | Riport                                            |

## Végeredmény
| 2006 Red Bull Air Race Világkupa Végeredmény | 2006 Red Bull Air Race Világkupa Végeredmény | 2006 Red Bull Air Race Világkupa Végeredmény | 2006 Red Bull Air Race Világkupa Végeredmény | 2006 Red Bull Air Race Világkupa Végeredmény | 2006 Red Bull Air Race Világkupa Végeredmény | 2006 Red Bull Air Race Világkupa Végeredmény | 2006 Red Bull Air Race Világkupa Végeredmény | 2006 Red Bull Air Race Világkupa Végeredmény | 2006 Red Bull Air Race Világkupa Végeredmény | 2006 Red Bull Air Race Világkupa Végeredmény | 2006 Red Bull Air Race Világkupa Végeredmény | 2006 Red Bull Air Race Világkupa Végeredmény |
| Helyezés                                     | Pilóta                                       | Csapat                                       | UAE                                          | ESP                                          | GER                                          | RUS                                          | TUR                                          | HUN                                          | GBR                                          | USA                                          | AUS                                          | Pontok                                       |
| -------------------------------------------- | -------------------------------------------- | -------------------------------------------- | -------------------------------------------- | -------------------------------------------- | -------------------------------------------- | -------------------------------------------- | -------------------------------------------- | -------------------------------------------- | -------------------------------------------- | -------------------------------------------- | -------------------------------------------- | -------------------------------------------- |
| 1                                            | Kirby Chambliss                              | Red Bull                                     | 1                                            | 3                                            | 1                                            | CAN                                          | 1                                            | 5                                            | 3                                            | 1                                            | 3                                            | 38                                           |
| 2                                            | Besenyei Péter                               | Red Bull                                     | 3                                            | 1                                            | 2                                            | CAN                                          | 3                                            | DQ                                           | 2                                            | 2                                            | 1                                            | 35                                           |
| 3                                            | Mike Mangold                                 | Mangold                                      | 2                                            | 2                                            | 3                                            | CAN                                          | 4                                            | 3                                            | 4                                            | 4                                            | 4                                            | 30                                           |
| 4                                            | Paul Bonhomme                                | Bonhomme                                     | 7                                            | 8                                            | 6                                            | CAN                                          | 2                                            | 2                                            | 1                                            | 3                                            | 2                                            | 26                                           |
| 5                                            | Michael Goulian                              | Goulian                                      | 6                                            | 9                                            | 5                                            | CAN                                          | DNS                                          | 4                                            | 5                                            | 5                                            | 6                                            | 11                                           |
| 6                                            | Steve Jones                                  | Jones                                        | 8                                            | 10                                           | 7                                            | CAN                                          | 8                                            | 1                                            | DQ                                           | DQ                                           | 5                                            | 8                                            |
| 7                                            | Klaus Schrodt                                | betandwin                                    | DQ                                           | 4                                            | 4                                            | CAN                                          | 9                                            | 7                                            | 8                                            | 6                                            | 10                                           | 7                                            |
| 7=                                           | Nicolas Ivanoff                              | Hamilton                                     | 5                                            | 5                                            | 9                                            | CAN                                          | 5                                            | 6                                            | 9                                            | 9                                            | 9                                            | 7                                            |
| 9                                            | Alejandro Maclean                            | Maclean                                      | 4                                            | 7                                            | DNS                                          | CAN                                          | 7                                            | 8                                            | 7                                            | DQ                                           | 7                                            | 3                                            |
| 9=                                           | Nigel Lamb                                   | Lamb                                         | 9                                            | 6                                            | 8                                            | CAN                                          | 6                                            | DQ                                           | 6                                            | 8                                            | 8                                            | 3                                            |
| 11                                           | Frank Versteegh                              | Versteegh                                    | 10                                           | 11                                           | 10                                           | CAN                                          | 10                                           | DQ                                           | 10                                           | DQ                                           | 11                                           | 0                                            |

Magyarázat:
- CAN: Törölve
- DQ: Kizárva
- DNS: Nem mutatják

## Statisztika
Győzelmek
|    | Pilóta          |   |
| -- | --------------- | - |
| 1. | Kirby Chambliss | 4 |
| -  | Besenyei Péter  | 2 |
| 3. | Paul Bonhomme   | 1 |
| 4. | Steve Jones     | 1 |

Dobogós helyezések
|    | Pilóta          |   |
| -- | --------------- | - |
| 1. | Kirby Chambliss | 7 |
| -  | Besenyei Péter  | 7 |
| 3. | Paul Bonhomme   | 5 |
| 4. | Mike Mangold    | 4 |
| 2. | Steve Jones     | 1 |

## Repülőgépek
| Extra 300L         | Extra Flugzeugbau | Frank Versteegh                                                                                                |
| Extra 300S         | Extra Flugzeugbau | Besenyei Péter Paul Bonhomme Nicolas Ivanoff Nigel Lamb Klaus Schrodt                                          |
| MX2                | MXR Technologies  | Michael Goulian (Abu-Dzabi verseny) Nigel Lamb (San Francisco verseny) Frank Versteegh (San Francisco verseny) |
| Velox Revolution 1 | Velox Aviation    | Besenyei Péter (Tréning Abu-Dzabi)                                                                             |
| Zivko Edge 540     | Zivko Aeronautics | Paul Bonhomme Kirby Chambliss Steve Jones Alejandro Maclean Mike Mangold                                       |